# Monami
Monami (coréen : 모나미) est une entreprise Sud-coréenne d'articles de bureaux fondée en 1960, spécialise dans le matériel d'écriture et de dessin.
Parmi leur produit :
- Peinture acrylique
- Aquarelle
- Crayons
- Crayons de cire
- Pastels à l'huile
- Poster color
- Stylo-feutres (dont marqueurs et surligneurs)

L'illustrateur sud-coréen, Kim Jung Gi utilise entre autres des produits de cette marque.